# Clepsis peritana
Clepsis peritana es una especie de polilla del género Clepsis, categorizada en la tribu Archipini, de la subfamilia Tortricinae.

## Distribución
Se distribuye por Canadá y Estados Unidos.

## Taxonomía
Fue descrita por Clemens en 1860 y publicada en (Smicrotes), Proc. Acad. Nat. Sci. Philad 12: 356.